# Paral·lel 16° nord
El paral·lel 16° nord és una línia de latitud que es troba a 16 graus nord de la línia equatorial terrestre. Travessa Àfrica, Àsia, el oceà Índic, el oceà Pacífic, Centreamèrica, el Carib i el oceà Atlàntic.

## Geografia
En el sistema geodèsic WGS84, al nivell de 16° de latitud nord, un grau de longitud equival a 107,034 km; la longitud total del paral·lel és de 38.532 km, que és aproximadament 96% de la de l'equador. Es troba a una distància de 1.770 km de l'equador i a 8.232 km del pol Nord.
Igual que tots els altres paral·lels a part de l'equador,el paral·lel 16° nord no és un cercle màxim i, per tant, no és la distància més curta entre dos punts, fins i tot si són a la mateixa latitud. Per exemple, seguint el paral·lel, la distància recorreguda entre dos punts de longitud oposada és 19.266  km; després d'un cercle màxim (que passa pel Pol Nord), només és 16.465  km.

## Durada del dia
En aquesta latitud, el sol és visible durant 13 hores i 5 minut a l'estiu, i 11 hores i 11 minuts en solstici d'hivern.

## Com a línia divisòria
Després de la Segona Guerra Mundial, el paral·lel va dividir Vietnam en zones controlades per xinesos i britànics; això eventualment va separar el Vietnam del Nord comunista del Vietnam del Sud anticomunista. (Vegeu Cronologia de la Segona Guerra Mundial (1945).
En el conflicte entre el Txad i Líbia, des de 1984 el paral·lel, conegut com a "Línia vermella", va delinear àrees controlades per combatents oposats. Anteriorment, la línia vermella havia estat el paral·lel 15° nord. (Vegeu també Operació Manta).

## Arreu del món
Començant al meridià de Greenwich i dirigint-se cap a l'est, el paral·lel 16º passa per:
| Coordenades                               | País, territori o mar     | Notes |
| ----------------------------------------- | ------------------------- | --- |
| 16° 0′ N, 0° 0′ E / 16.000°N,0.000°E      | Mali                      | |
| 16° 0′ N, 4° 0′ E / 16.000°N,4.000°E      | Níger                     | |
| 16° 0′ N, 14° 39′ E / 16.000°N,14.650°E   | Txad                      | |
| 16° 0′ N, 24° 0′ E / 16.000°N,24.000°E    | Sudan                     | |
| 16° 0′ N, 36° 50′ E / 16.000°N,36.833°E   | Eritrea                   | |
| 16° 0′ N, 39° 16′ E / 16.000°N,39.267°E   | Mar Roig                  | |
| 16° 0′ N, 40° 3′ E / 16.000°N,40.050°E    | Eritrea                   | Illa de Nahaleg |
| 16° 0′ N, 40° 5′ E / 16.000°N,40.083°E    | Mar Roig                  | |
| 16° 0′ N, 42° 49′ E / 16.000°N,42.817°E   | Iemen                     | |
| 16° 0′ N, 52° 10′ E / 16.000°N,52.167°E   | Oceà Índic                | Mar d'Aràbia |
| 16° 0′ N, 73° 29′ E / 16.000°N,73.483°E   | Índia                     | Maharashtra Karnataka Andhra Pradesh Telangana                                                                                                |
| 16° 0′ N, 81° 9′ E / 16.000°N,81.150°E    | Oceà Índic                | Golf de Bengala |
| 16° 0′ N, 94° 13′ E / 16.000°N,94.217°E   | Myanmar (Birmània)        | Delta de l'Irauadi |
| 16° 0′ N, 95° 41′ E / 16.000°N,95.683°E   | Oceà Índic                | Golf de Martaban, Mar d'Andaman |
| 16° 0′ N, 97° 35′ E / 16.000°N,97.583°E   | Myanmar (Burma)           | |
| 16° 0′ N, 98° 36′ E / 16.000°N,98.600°E   | Tailàndia                 | |
| 16° 0′ N, 105° 25′ E / 16.000°N,105.417°E | Laos                      | |
| 16° 0′ N, 107° 27′ E / 16.000°N,107.450°E | Vietnam                   | Passa just al sud de Da Nang |
| 16° 0′ N, 108° 16′ E / 16.000°N,108.267°E | Mar de la Xina Meridional | Passa a través de les disputades illes Paracel                                                                                                |
| 16° 0′ N, 119° 45′ E / 16.000°N,119.750°E | Filipines                 | Illa de Luzon |
| 16° 0′ N, 121° 39′ E / 16.000°N,121.650°E | Oceà Pacífic              | Mar de les Filipines · Passa just al sud de l'illa de Farallon de Medinilla, Illes Mariannes Septentrionals · en una part sense nom de l'oceà |
| 16° 0′ N, 97° 50′ O / 16.000°N,97.833°O   | Mèxic                     | |
| 16° 0′ N, 95° 24′ O / 16.000°N,95.400°O   | Oceà Pacífic              | Golf de Tehuantepec |
| 16° 0′ N, 93° 59′ O / 16.000°N,93.983°O   | Mèxic                     | |
| 16° 0′ N, 91° 46′ O / 16.000°N,91.767°O   | Guatemala                 | |
| 16° 0′ N, 89° 13′ O / 16.000°N,89.217°O   | Belize                    | |
| 16° 0′ N, 88° 54′ O / 16.000°N,88.900°O   | Mar del Carib             | Passa just al nord de Punta de Manabique, Guatemala · Passa just al sud de l'illa d'Útila, Hondures                                           |
| 16° 0′ N, 85° 58′ O / 16.000°N,85.967°O   | Hondures                  | |
| 16° 0′ N, 85° 53′ O / 16.000°N,85.883°O   | Mar del Carib             | Passa just al nord de Cap Camarón, Hondures                                                                                                   |
| 16° 0′ N, 61° 44′ O / 16.000°N,61.733°O   | França                    | Illa de Basse-Terre, Guadeloupe |
| 16° 0′ N, 61° 35′ O / 16.000°N,61.583°O   | Oceà Atlàntic             | |
| 16° 0′ N, 61° 17′ O / 16.000°N,61.283°O   | França                    | Illa de Marie-Galante, Guadeloupe |
| 16° 0′ N, 61° 15′ O / 16.000°N,61.250°O   | Oceà Atlàntic             | |
| 16° 0′ N, 22° 55′ O / 16.000°N,22.917°O   | Cap Verd                  | Illa de Boa Vista |
| 16° 0′ N, 22° 46′ O / 16.000°N,22.767°O   | Oceà Atlàntic             | |
| 16° 0′ N, 16° 30′ O / 16.000°N,16.500°O   | Senegal                   | |
| 16° 0′ N, 13° 22′ O / 16.000°N,13.367°O   | Mauritània                | |
| 16° 0′ N, 5° 24′ O / 16.000°N,5.400°O     | Mali                      | |